# Mathieu-Antoine Bouchaud
Pour les articles homonymes, voir Bouchaud.
Mathieu-Antoine Bouchaud né le 16 avril 1719 à Paris, où il meurt le 1er février 1804, est un érudit, économiste et jurisconsulte français, collaborateur de l’Encyclopédie.

## Biographie
Fils d'un avocat aux Conseils à Paris, il dispose de quatre quartiers de noblesse d'une famille d'origine nantaise qui suivit le roi René d'Anjou lors de son installation à Aix-en-Provence.
Petit-neveu de Pierre Gassendi par le côté maternel, il est orphelin à 16 ans. Il poursuit des études de droit selon les conseils de deux oncles où il a pour ami d'Alembert. Passionné de musique, il épousa une cantatrice italienne en 1752 puis, veuf, prend pour seconde épouse une demoiselle de Fer en 1772.
Ami et collaborateur des Encyclopédistes, Bouchaud est reçu agrégé de la faculté de droit de Paris en 1747, mais débute bientôt après dans la carrière littéraire par les articles « concile », « décret de Graden », « décrétales » et « fausses décrétales », de l’Encyclopédie. Mais sa coopération à ce grand monument du XVIIIe siècle, tout en l’associant à la gloire des d'Alembert, des Diderot, etc., nuit considérablement à son avancement : on le regarde comme un des adeptes de cette philosophie au triomphe de laquelle était consacrée l’Encyclopédie, et on lui fait attendre quinze ans une chaire de professeur, à laquelle il avait droit par ses talents et sa science.
 Bouchaud se console de cette injustice en cultivant les lettres et il devient, avec Cuvier et Pastoret, un des membres actifs de l’éphémère Société des Observateurs de l’Homme, avec laquelle Humboldt fut lui-même en contact suivi. 
Il est également membre honoraire de l'Académie de Dijon et de celle d'Arras.
Il fait partie des censeurs royaux qui opèrent auprès de Malesherbes à la direction de la librairie.
Après avoir publié une traduction des Œuvres dramatiques de Zeno (Paris, 1758, 2 vol. in-12), il adresse, en 1766, à l’Académie des inscriptions et belles-lettres, un Essai historique sur l’impôt du 20e sur les successions, et de l’impôt sur les marchandises chez les Romains et, la même année, cette compagnie le reçoit au nombre de ses membres au fauteuil de M. Hardion. Bientôt, il obtient la chaire de droit qu’on lui avait d’abord refusée. Créée en 1774, la chaire de droit de Droit de la Nature et des Gens au collège de France lui revient jusqu'en 1804. Enfin, en 1785, il est nommé conseiller d’État par le Roi. Emprisonné quelques semaines pendant la Terreur à Paris, il est élu membre de la 2e classe de l’Institut le 5 thermidor an V et passe dans la 3e classe lors de l’organisation de 1803.
Outre l’Essai cité, Bouchaud publié plusieurs ouvrages dont les plus importants sont des Recherches historiques sur la police des Romains concernant les grands chemins, les rues et les marchés, Paris, 1784, in-8°, et un Commentaire sur la loi des Douze Tables, 1787 et une seconde édition 1803 dédiée au Premier Consul, in-4° ; Théorie des traités de commerce entre les nations ; Paris, 1773.
Mathieu-Antoine Bouchaud est membre des sociétés savantes suivantes :
- Académie des sciences, arts et belles-lettres de Dijon, membre honoraire
- Académie des sciences, lettres et arts d'Arras, membre honoraire
- Académie royale des inscriptions et belles-lettres, membre (1766-1793)
- Institut de France :
  - Membre de la Classe des Sciences morales et politiques (section d'Histoire), 1797-1803
  - Membre de la Classe d'Histoire et de Littérature ancienne, 1803-1804
- Société des observateurs de l'homme, membre fondateur